# 欧州労働安全衛生機関
欧州労働安全衛生機関（英語：European Agency for Safety and Health at Work、略称：EU-OSHA）は、欧州連合の専門機関のひとつ。1994年7月18日の会議規則 No 2062/94に基づき、1996年に設立される。スペインのビルバオに所在している。
主たる任務は「ヨーロッパの労働環境をより安全で、より健康的で、より生産的にするためにある。この為に知識と情報を集約・共有し、そして危険防止の文化を促進する」ことにある。機関には職業安全衛生コミュニケーション職員（OSH）と管理専門家がいる。国家レベルで、通常は加盟各国の労働安全衛生に関わる指導機関が活動の中心となってネットワークを介して代表している。
欧州リスク監視所（en:European Risk Observatory）は欧州労働安全衛生機関の緊要な部門として2005年に設立された。人口構造の変化と開発、労働と生産方法についての組織において労働安全と衛生に新たな種類の危険を生み出している。リスク監視所は新種の危険性を確認して事象の早期防止を促進する。それにより傾向と根本要因を説明し安全衛生に関わる労働環境の変化とその高い可能性について予測する。EU-OSHAは毎月ニュースメールを配信して労働安全衛生のトピックを扱う。